# 海旋板科
海旋板科（学名：Helicoplacidae）是海旋板目下的一个科。

## 下属分类
本科包括以下属：
- †海旋板属 Helicoplacus Durham & Caster, 1963
- †Polyplacus Durham, 1967